# Елп
Елп (нід. Elp) — село в нідерландській провінції Дренте. Входить до муніципалітету Мідден-Дренте.
Його площа становить 20,49 км², а населення станом на 2021 рік складало 375 осіб.
Перша згадка про населений пункт датується 1362 роком.